# Cheetah (DC Comics)
Pour les articles homonymes, voir Cheetah.
Ne doit pas être confondu avec Cheetah (Marvel Comics).
Cheetah est un personnage de fiction créé par William Moulton Marston. Il est apparu dans plusieurs œuvres liés à l'univers de DC Comics. Il s'agit de la pire ennemie de Wonder Woman.
Il y a eu plusieurs incarnations différentes de Cheetah dans l'histoire de DC Comics : Priscilla Rich (âge d'or des comics et âge d'argent), Deborah Domaine (âge de bronze), Barbara Ann Minerva (post-Crisis et actuelle Cheetah) ainsi que Sebastian Ballesteros (un homme qui a brièvement usurpé le rôle en 2001). En 2009, le site IGN classe Cheetah 69e du classement des 100 meilleurs méchants de comics de tous les temps.

## Biographie fictive

### Priscilla Rich
Priscilla Rich est la première incarnation de Cheetah dans l'univers de DC Comics. Elle est une mondaine et une artiste talentueuse mais souffrant de troubles de la personnalité, exacerbés par une profonde jalousie envers Wonder Woman. Après avoir été humiliée lors d'un événement caritatif où elle se produit, Priscilla découvre une tenue de guépard dans son placard. En se regardant dans le miroir, elle voit une version d'elle-même qu'elle appelle "Cheetah" et commence à basculer dans cette nouvelle identité.
Cheetah devient alors une ennemie jurée de Wonder Woman, utilisant ses griffes acérées et son agilité pour tenter de vaincre l'héroïne. Priscilla Rich représente une menace psychologique autant que physique pour Wonder Woman, explorant les thèmes de la dualité et des conflits internes.
Dans les premières bandes dessinées, Cheetah utilise souvent des stratégies ingénieuses et des complots complexes pour affronter Wonder Woman, bien qu'elle soit finalement toujours défaite par l'amazone. Et évidemment, il ne s'agit pas d'une femme ayant mutée en guépard, mais d'une humaine en costume.

### Deborah Domaine
Deborah Domaine est la nièce de Priscilla Rich, la première Cheetah. Écologiste passionnée et engagée, elle n'a aucune connaissance des activités criminelles de sa tante. À la mort de Priscilla, Deborah est capturée par Kobra, un terroriste international. Il la soumet à un lavage de cerveau et la transforme en la nouvelle Cheetah.
Deborah adopte l'identité de Cheetah, reprenant le costume et les griffes de sa tante. Elle devient une ennemie redoutable de Wonder Woman, utilisant ses nouvelles compétences et sa détermination pour tenter de détruire l'héroïne. Bien que Deborah conserve certaines valeurs écologiques, son esprit est dominé par la personnalité de Cheetah, ce qui la pousse à des actes de violence et de cruauté.
À noter qu'il s'agit là encore, d'une humaine en costume, et non d'une créature mutante surnaturelle.

### Barbara Ann Minerva
Barbara Ann Minerva est une archéologue britannique, spécialiste des civilisations et des langues anciennes. En expédition dans la jungle africaine, elle souhaite devenir immortelle. Prête à tout, Barbara accepte de sacrifier son collègue, le docteur Tom Leavens. Elle accomplit le rituel en buvant le sang de sa victime. Barbara est finalement transformée en Cheetah par Chuma, le grand prêtre de la tribu africaine. Elle devient alors dotée d’une force incroyable et d’une vitesse hors du commun. Elle peut également contrôler les animaux.
C'est la première fois que Cheetah devient véritablement une femme-guépard et non plus une humaine en costume. Barbara Ann Minerva est souvent une alliée de Wonder Woman avant sa transformation, partageant avec elle un amour de l'aventure et de la découverte. Cependant, après sa métamorphose, Cheetah devient agressive et affronte sans cesse Wonder Woman. La transformation de Barbara en Cheetah est une malédiction qui la pousse à ressentir une haine profonde envers Diana. Elle est jalouse de la déesse amazone, croyant que Wonder Woman représente tout ce qu'elle ne peut plus être : pure, héroïque et aimée. Barbara se sent trahie par les dieux et par son propre désir d'immortalité qui l’a transformée en une créature monstrueuse.
Dans DC Rebirth, Barbara se lie d'amitié et apprend l'anglais à Wonder Woman, qui vient de quitter son île d’origine. Mais après sa métamorphose, Cheetah devient agressive et affronte sans cesse Wonder Woman. Dans cette versions, ces sentiments de trahison et de jalousie sont encore amplifiés. La haine de Barbara envers Diana est alimentée par la croyance que Wonder Woman aurait pu l'aider à échapper à cette malédiction, mais qu'elle ne l'a pas fait. Elle devient une ennemie acharnée, utilisant ses nouvelles compétences et sa détermination pour tenter de détruire l'héroïne amazone.

### Sebastian Ballesteros
Sebastian Ballesteros est un homme d'affaires argentin. Il devient le 4e Cheetah, le seul homme à endosser ce costume. Il est un agent de Circé, ennemie des Amazones, et avec laquelle il est en couple.
Sebastian Ballesteros utilise ses ressources et son influence pour convaincre Circé de lui conférer les pouvoirs de Cheetah, croyant qu'il pourrait surpasser Barbara Ann Minerva en tant que Cheetah. Il entre en conflit direct avec Minerva, chacun cherchant à prouver sa suprématie en tant que Cheetah et à obtenir les faveurs de Circé.
Après Renaissance DC, Sebastian Ballesteros n'apparait plus dans l'univers DC Comics. Cependant, le nom de Sabrina Ballesteros est utilisé comme pseudonyme par Barbara Minerva pour commettre ses méfaits, maintenant ainsi une connexion indirecte avec le personnage de Sebastian.

## Historique de publication
| Nom                    | 1re apparition           | Date de la 1re apparition | Créateurs                              |
| ---------------------- | ------------------------ | ------------------------- | -------------------------------------- |
| Priscilla Rich         | Wonder Woman #6          | octobre 1943              | William Moulton Marston et H. G. Peter |
| Deborah Domaine        | Wonder Woman #274        | décembre 1980             | Gerry Conway et José Delbo             |
| Barbara Ann Minerva    | Wonder Woman Vol. 2 #7   | août 1987                 | Len Wein et George Pérez               |
| Sebastian Ballestreros | Wonder Woman Vol. 2 #170 | juillet 2001              | Phil Jimenez et Joe Kelly              |

## Apparitions dans d'autres médias

### Univers cinématographique DC
Le personnage apparait pour la première fois dans un film en prises de vues réelles dans Wonder Woman 1984, interprété par Kristen Wiig. Ce film fait partie de l'univers cinématographique DC.

### Films d'animation
Barbara Ann Minerva apparait brièvement dans les films d'animation La Ligue des justiciers : Nouvelle Frontière (2008) et Wonder Woman (2009). Elle est présente dans Superman/Batman : Ennemis publics (2009), La Ligue des justiciers : Échec (2012), Les Aventures de la Ligue des justiciers : Piège temporel (2014), Batman Unlimited : L'Instinct animal (2015), Lego DC Comics Super Heroes : La Ligue des justiciers - L'Attaque de la Légion maudite (2015). Une version masculine et afro-américaine est présente dans La Ligue des justiciers : Dieux et Monstres (2015).
Barbara Ann Minerva apparait dans La Ligue des justiciers vs. les Teen Titans (2016).

### Télévision
Priscilla Rich apparait dans la série d'animation Challenge of the Super Friends diffusée en 1978.
Barbara Ann Minerva apparait dans la série d'animation La Ligue des justiciers des années 2000, doublée en anglais par Sheryl Lee Ralph. Elle reprend le rôle dans la suite, Justice League Unlimited.
Le personnage apparaît dans l'épisode 2 de la saison 7 de South Park, Les Gangs de Denver, parmi les membres de la Légion du Mal.
Morena Baccarin lui prête sa voix dans Batman : L'Alliance des héros.
Le personnage apparait dans la web-série animée DC Super Hero Girls elle est une étudiante et gentille, doublée par Ashley Eckstein, puis dans La Ligue des justiciers : Action (2016-2018).
En 2017, dans l'épisode 22 de la saison 3 de Flash, on peut voir une cellule de l'ARGUS avec une inscription « Cheetah ».
En 2019, elle apparaît dans la série d'animation Harley Quinn.
Dans le remake de DC Super Hero Girls (série télévisée) , elle est une peste plus prétentieuse que le version précédente.

### Jeux vidéo
- 1995 : Justice League Task Force
- 2002 : Justice League: Injustice for All
- 2011 : DC Universe Online
- 2013 : Scribblenauts Unmasked: A DC Comics Adventure
- 2014 : Lego Batman 3 : Au-delà de Gotham
- 2017 : Injustice 2
- 2018 : Lego DC Super-Villains